# Nectophrynoides minutus
Espèce
Statut de conservation UICN

 EN B1ab(iii)+2ab(iii) : En danger
Statut CITES
Nectophrynoides minutus est une espèce d'amphibiens de la famille des Bufonidae.

## Répartition
Cette espèce est endémique de l'Est de la Tanzanie. Elle se rencontre entre 1 200 et 1 500 m d'altitude dans les monts Uluguru et les monts Rubeho.

## Publication originale
- Perret, 1972 : Les espèces des genres Wolterstorffina et Nectophrynoides d’Afrique (Amphibia Bufonidae). Annales de la Faculté des Sciences du Cameroun, vol. 11, p. 93-119.